# Republikanismus
Republikanismus je politická ideologie zaměřená na občanství ve státě organizovaném jako republika. Historicky klade důraz na myšlenku samosprávy a sahá od vlády reprezentativní menšiny nebo oligarchie až po lidovou suverenitu. Má různé definice a výklady, které se výrazně liší na základě historického kontextu a metodologického přístupu.